# 加利亞韋
50°14′14″N 32°53′59″E / 50.23722°N 32.89972°E
加利亞韋（烏克蘭語：Галяве），是烏克蘭中部的村莊，隸屬波爾塔瓦州的盧布尼區。該村處於基茲利夫卡和帕察利之間加利亞韋0.5公里和利波韋1.5公里，2001年該村落人口502。